# エディット・エリス
エディット・メアリー・オールダム・エリス（英: Edith Mary Oldham Ellis、旧姓: リース（Lees）、1861年3月9日 - 1916年9月14日）はイギリス人著述家および女性権利活動家である。初期の性科学者であるヘンリー・ハヴロック・エリスと結婚した。

## 経歴

エディット・リースとハヴロック・エリス

1861年3月9日にイングランドのランカシャー州 ニュートン・ヒースで生まれる。地主のサミュエル・オールダムとその妻であるメアリー・レティシア（旧姓: バンクロフト）の一人娘であった。妊娠中の母親が頭部に怪我を負ったために早産で生まれ、エリスの幼児期に母親は亡くなった。1868年12月に父親はマーガレット・アン・（ミニー）・フォークナーと再婚し、やがて異母弟ができた。父親や新しい母親との関係は決して良好ではなかった。カトリック信仰に強い関心を抱いたことに父親が理解を示すまでの間、1873年には女子修道院付属学校で教育を受けた。しかし、彼女は学校から追い出され、別の学校に入れられた。
新生活友愛会に入会し、友愛会でともに幹事を務めたラムゼイ・マクドナルドと少しの間だけともに働いた。1887年の会議でハヴロック・エリスと出会い、1891年11月に2人は結ばれた。
彼女がレズビアンを公言した上に、新婚旅行終了後にはハヴロック・エリスが独身時代の部屋に戻るなどで、2人の結婚生活は始めから型破りなものであった。エディットには女性達との不倫関係が幾つかあったが、夫はその件については承知していたようだ。2人のオープン・マリッジはハヴロック・エリスの自叙伝である『私の生活』（1939年）の重要な主題であった。

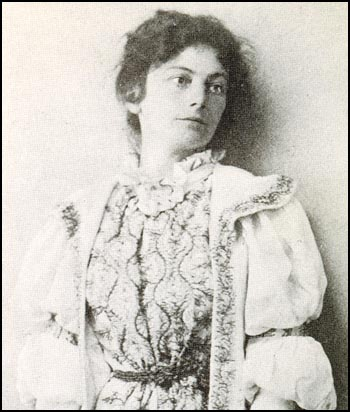
1902年当時のリリー・カークパトリック

1898年に彼女の処女作である『海藻: コンウォール地方の田園風景』が出版された。この間、エディットはセント・アイヴスに住むアイルランド出身の画家であるリリー・カークパトリックと関係を持つようになる。1903年6月にリリーが腎臓炎で亡くなった時には悲しみに打ちひしがれたという。

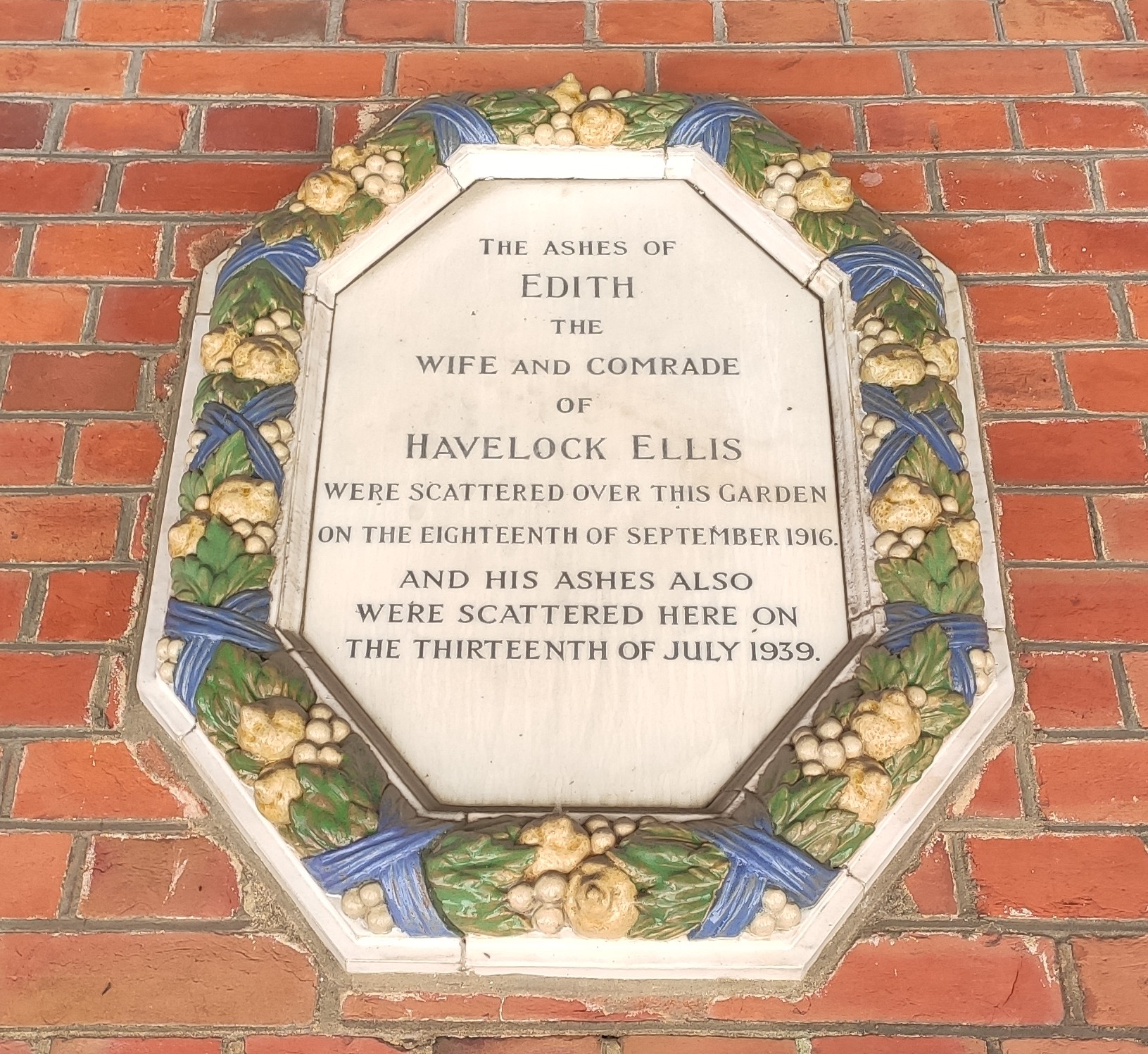
ゴールダーズ・グリーン火葬場に設置されたエディット・エリスと夫のハヴロック・エリスに捧げる記念額

1916年3月に神経症を患い、同年9月に糖尿病のため亡くなった。彼女はゴールダーズ・グリーン火葬場で火葬された。外科医であるジェームズ・ヒントンの伝記『ジェームズ・ヒントン: ある描写』は死後となる1918年に出版された。

## 作品
- Ellis, Edith (1898年). Seaweed: A Cornish Idyll. London: University Press
- My Cornish Neighbours (1906年)
- Kit's Woman (U.S. title: Steve's Woman) (1907年)
- The Subjection of Kezia (1908年)
- Attainment (1909年)
- Three Modern Seers (1910年)
- The Imperishable Wing (1911年)
- The Lover's Calendar: An Anthology (ed) (1912年)
- Love-Acre (1914年)
- Love in Danger (1915年)
- The Mothers (1915年)
- Ellis, Edith (1918年). James Hinton: A Sketch. Stanley Paul
- The New Horizon in Love and Life (1921年)